# 스팟 결의안
스팟 결의안(영어: Spot Resolutions)은 1847년 12월 22일 미래의 대통령이 되는 에이브러햄 링컨이 미국 하원에서 제안한 것이다. 당시 링컨은 일리노이주의 휘그당 대표였다. 결의안은 제임스 K. 포크 대통령에게 1846년 멕시코와의 전쟁을 선포하도록 의회에 요청했을 때 그가 주장했던 미국 영토에서 피가 흘려진 정확한 위치("스팟")를 의회에 제공하도록 요구했다. 링컨이 "스팟 결의안"을 계속 추진하자 일부 사람들은 그를 "얼룩덜룩 링컨(spotty Lincoln)"이라고 부르기 시작했다. 링컨의 결의안은 대통령의 발언의 유효성에 대한 직접적인 도전이었고, 휘그당과 민주당 사이의 지속적인 정치적 권력 투쟁을 대변했다.
8개의 결의안은 구체적인 정보를 요구했다. 첫 번째는 "그의 메시지에서 선언된 바와 같이 우리 시민의 피가 흘려진 지점이 적어도 1819년 조약 이후 멕시코 혁명까지 스페인 영토 내에 있었는지 여부"였다. 두 번째는 "그 지점이 멕시코 혁명 정부에 의해 스페인으로부터 빼앗긴 영토 내에 있었는지 여부"였다. 나머지 6개의 결의안은 사상자가 발생한 영토가 한 번이라도 텍사스 또는 미국의 정부나 법률 아래 있었는지 여부를 결정하기 위해 분석을 확장했다. 하원은 링컨의 결의안에 대해 아무런 조치도 취하지 않았지만, 이는 폴크 대통령이 전쟁을 시작한 근거를 받아들이기를 꺼려하는 휘그당의 태도를 보여주었다.
링컨의 전기 작가인 데이비드 허버트 도널드에 따르면, "하원이 토론하거나 채택하지 않았던 그의 결의안에 아무도 많은 관심을 기울이지 않았다." 많은 민주당원들은 이 결의안을 비애국적이라고 간주했으며, 일부 휘그당원들은 전쟁에 대한 비판이 휘그당에 정치적으로 해를 끼칠 것이라고 경고했다. 그러나 링컨은 전쟁 자체에 반대하는 것이 아니라 폴크의 전쟁 수행 방식에 반대하는 것이었다. 실제로 휘그당은 나중에 (전쟁 영웅인) 재커리 테일러를 후보로 지명했고, 링컨은 그를 지지했다.
1846년 4월에 초기 유혈 사태(일명 손튼 사건)가 발생한 위치는 현재의 텍사스주 캐머런군에 있으며, 텍사스-멕시코 국경(현재의 국제 국경이기도 함)에 대한 미국의 주장을 나타내는 리오그란데강 바로 북쪽에 있다. 멕시코는 국경을 훨씬 더 북쪽에 있는 뉴에이서스강으로 주장했다.